# 陈媛
陈媛（1989年9月7日—），中国女子水球运动员，亦為中國國家女子水球隊成員。

## 生平
2011年7月，陈媛代表中國出戰上海舉行的世界游泳錦標賽女子水球比賽項目，获得银牌。